# UCI Asia Tour 2023
El UCI Asia Tour 2023 será la decimonovena edición del calendario ciclístico internacional asiático. Se inicia el 27 de enero de 2023 en los Emiratos Árabes Unidos, con el Sharjah Tour y finalizará el 15 de octubre de 2023 con el Japan Cup en Japón. En principio, se disputarían 37 competencias, otorgando puntos a los primeros clasificados de las etapas y a la clasificación final, aunque el calendario puede sufrir modificaciones a lo largo de la temporada con la inclusión de nuevas carreras o exclusión de otras.

## Equipos
Los equipos que pueden participar en las diferentes carreras depende de la categoría de las mismas. Los equipos UCI WorldTeam y UCI ProTeam, tienen cupo limitado para competir de acuerdo al año correspondiente establecido por la UCI, los equipos Equipos UCI Continentales y selecciones nacionales no tienen restricciones de participación:
| Categoría      | Categoría                       | Equipos                                                                                    |
| -------------- | ------------------------------- | ------------------------------------------------------------------------------------------ |
| .1             | 1.1 (Carrera de un día)         | * UCI WorldTeam (max 50%) * UCI ProTeam * Continentales * Selecciones nacionales           |
| .1             | 2.1 (Carrera de varios días)    | * UCI WorldTeam (max 50%) * UCI ProTeam * Continentales * Selecciones nacionales           |
| .2             | 1.2 (Carrera de un día)         | * UCI ProTeam * Continentales * Selecciones nacionales * Selecciones regionales * Amateurs |
| .2             | 2.2 (Carrera de varios días)    | * UCI ProTeam * Continentales * Selecciones nacionales * Selecciones regionales * Amateurs |
| .Ncup (sub-23) | 1.Ncup (Carrera de un día)      | * Selecciones nacionales * Selecciones mixtas                                              |
| .Ncup (sub-23) | 2.Ncup (Carrera de varios días) | * Selecciones nacionales * Selecciones mixtas                                              |

## Calendario
Las siguientes son las carreras que componen el calendario UCI Asia Tour para la temporada 2023 aprobado por la UCI.
| UCI Asia Tour 2023             | UCI Asia Tour 2023      | UCI Asia Tour 2023                                        | UCI Asia Tour 2023    | UCI Asia Tour 2023 |
| Fecha                          | País                    | Carrera                                                   | Ganador               |                    |
| ------------------------------ | ----------------------- | --------------------------------------------------------- | --------------------- | ------------------ |
| 13 de nov                      | Japón                   | Tour de Okinawa                                           | Benjamín Prades       |                    |
| 27 – 31 de enero               | Emiratos Árabes Unidos  | Sharjah Tour                                              | Adne van Engelen      |                    |
| 30 de enero – 3 de febrero     | Arabia Saudí            | Saudi Tour                                                | Ruben Guerreiro       |                    |
| 10 de feb                      | Omán                    | Clásica de Mascate                                        | Jenthe Biermans       |                    |
| 12 – 16 de marzo               | República de China      | Tour de Taiwán                                            | Jeroen Meijers        |                    |
| 1 – 6 de abril                 | Tailandia               | Tour de Tailandia                                         | Batsaikhan Tegshbayar |                    |
| 4 de may                       | Irán                    | Tour of Kish Island                                       |                       |                    |
| 13 de may                      | Uzbekistán              | Tour of Bostonliq I                                       | Daniil Marukhin       |                    |
| 14 de may                      | Uzbekistán              | Tour of Bostonliq II                                      | Ilkhan Dostiyev       |                    |
| 21 – 28 de mayo                | Japón                   | Tour de Japón                                             | Nathan Earle          |                    |
| 3 – 4 de junio                 | Japón                   | Tour de Kumano                                            | Atsushi Oka           |                    |
| 4 – 6 de julio                 | Malasia                 | Jelajah Malaysia                                          |                       |                    |
| 29 de ago                      | Irán                    | Tour of Kandovan                                          | Anton Kuzmin          |                    |
| 31 de agosto – 4 de septiembre | Irán                    | Tour de Irán-Azerbaiyán                                   | Saeid Safarzadeh      |                    |
| 3 de sep                       | República Popular China | "Ocean Cup" China PingTan International Road Cycling Race |                       |                    |
| 8 – 10 de septiembre           | Japón                   | Tour de Hokkaido                                          |                       |                    |
| 8 – 12 de septiembre           | República Popular China | Tour of Poyang Lake                                       | Lyu Xianjing          |                    |
| 23 – 24 de septiembre          | República Popular China | Tour of Binzhou                                           |                       |                    |
| 1 de oct                       | Japón                   | Oita Urban Classic                                        | Ryan Cavanagh         |                    |
| 4 – 8 de octubre               | Siria                   | International Syrian Tour                                 | cancelada             |                    |
| 4 – 8 de octubre               | Malasia                 | Tour Peninsular                                           |                       |                    |
| 7 – 9 de octubre               | Japón                   | Tour de Kyushu                                            | Andrey Zeits          |                    |
| 14 – 16 de octubre             | República Popular China | Trans-Himalaya Cycling Race                               |                       |                    |

## Clasificaciones parciales
- Nota:  Las clasificaciones parciales hasta el momento son:[4]

### Individual
| Posición | Corredor     | Equipo | Puntos |
| -------- | ------------ | ------ | ------ |
| 1.º      | Bandera de ? |        |        |
| 2.º      | Bandera de ? |        |        |
| 3.º      | Bandera de ? |        |        |
| 4.º      | Bandera de ? |        |        |
| 5.º      | Bandera de ? |        |        |
| 6.º      | Bandera de ? |        |        |
| 7.º      | Bandera de ? |        |        |
| 8.º      | Bandera de ? |        |        |
| 9.º      | Bandera de ? |        |        |
| 10.º     | Bandera de ? |        |        |

| Posiciones 11.ª al 20.ª | Posiciones 11.ª al 20.ª | Posiciones 11.ª al 20.ª | Posiciones 11.ª al 20.ª |
| ----------------------- | ----------------------- | ----------------------- | ----------------------- |
| 11.º                    | Bandera de ?            |                         |                         |
| 12.º                    | Bandera de ?            |                         |                         |
| 13.º                    | Bandera de ?            |                         |                         |
| 14.º                    | Bandera de ?            |                         |                         |
| 15.º                    | Bandera de ?            |                         |                         |
| 16.º                    | Bandera de ?            |                         |                         |
| 17.º                    | Bandera de ?            |                         |                         |
| 18.º                    | Bandera de ?            |                         |                         |
| 19.º                    | Bandera de ?            |                         |                         |
| 20.º                    | Bandera de ?            |                         |                         |

### Equipos
| Posición | Equipo       | Puntos |
| -------- | ------------ | ------ |
| 1.º      | Bandera de ? |        |
| 2.º      | Bandera de ? |        |
| 3.º      | Bandera de ? |        |
| 4.º      | Bandera de ? |        |
| 5.º      | Bandera de ? |        |

### Países
| Posición | País         | Puntos |
| -------- | ------------ | ------ |
| 1.º      | Bandera de ? |        |
| 2.°      | Bandera de ? |        |
| 3.º      | Bandera de ? |        |
| 4.º      | Bandera de ? |        |
| 5.º      | Bandera de ? |        |

### Países sub-23
| Posición | Corredor     | Equipo | Puntos |
| -------- | ------------ | ------ | ------ |
| 1.º      |              |        |        |
| 2.º      | Bandera de ? |        |        |
| 3.º      | Bandera de ? |        |        |
| 4.º      | Bandera de ? |        |        |
| 5.º      | Bandera de ? |        |        |

## Evolución de las clasificaciones
| Fecha       | Clasificación individual | Clasificación por equipos | Clasificación por países | Clasificación por países sub-23 |
| ----------- | ------------------------ | ------------------------- | ------------------------ | ------------------------------- |
| 31 de enero |                          |                           |                          |                                 |